# Richard Pursel
Richard Dale Pursel, né le 17 septembre 1964 à Lincoln, au Nebraska, aux États-Unis est un scénariste et artiste de storyboard américain principalement connu pour son travail pour les séries télévisées d'animation Ren et Stimpy et Bob l'éponge.

## Filmographie

### Scénariste
- 1993 : Bêtes comme chien (5 épisodes)
- 1992-1995 : Ren et Stimpy (7 épisodes)
- 1997-1998 : Cléo et Chico (6 épisodes)
- 1997-1999 : Monsieur Belette (7 épisodes)
- 1999 : The Goddamn George Liquor Program (1 épisode)
- 1999 : The New Woody Woodpecker Show (2 épisodes)
- 2000 : Poochini's Yard
- 2000 : Weekend Pussy Hunt (1 épisode)
- 2001-2002 : The Ripping Friends
- 2003 : Ren & Stimpy "Adult Party Cartoon" (2 épisodes)
- 2005 : Robotboy
- 2006 : Tom et Jerry Tales (1 épisode)
- 2007-2012 : Bob l'éponge (43 épisodes)
- 2011 : The Super Hero Squad Show (1 épisode)

### Artiste de storyboard
- 1990 : Les Tiny Toons (1 épisode)
- 1992 : Ren et Stimpy (1 épisode)